# Ivica Olić
Ivica Olić (Davor kod Nove Gradiške, 14. rujna 1979.), bivši hrvatski nogometaš, sada nogometni trener. Trenutačno je pomoćni trener hrvatske nogometne reprezentacije do 21 godine.

## Klupska karijera
Nogometnu karijeru započinje u Posavcu iz rodnoga Davora. Profesionalnu karijeru započinje u brodskoj Marsoniji gdje igra od 1996. do 2001. godine, sa stankom u sezoni 1998./99. kada je bio u berlinskoj Herthi. 2001. godine prešao je u NK Zagreb, s kojim je osvojio prvenstvo, pa 2002. godine u Dinamo Zagreb s kojim također osvaja prvenstvo, a 2003. godine kupuje ga CSKA Moskva.
S moskovskim CSKA osvojio je tri prvenstva, dva Kupa, jedan Superkup i Kup Uefe. U polusezoni 2006./07. potpisao je ugovor na dvije i pol sezone s njemačkim HSV-om. Iste polusezone bio je jednim od glavnih igrača koji su pomogli pri spašavanju kluba od ispadanja u drugu ligu. U sezoni 2007./08. postao je nezamjenjiv u prvoj postavi HSV-a, te je bio strijelac i prvog hattricka u povijesti toga kluba. 1. lipnja 2009. godine prešao je u minhenski Bayern. U Ligi prvaka 2009./2010. na utakmici poluzavršnice između Lyona i Bayerna, 27. travnja 2010. godine, zabio je hat-trick i uveo Bayern u završnicu Lige prvaka nakon 9 godina čekanja (od finala 2001. godine kada je Bayern pobijedio španjolsku Valenciu). Na ljetnom prijelaznom roku, 2012. godine, prešao je u Wolfsburg kao slobodan igrač.
Dne 29. siječnja 2015. vraća se u HSV.
Olić je u srpnju 2016. godine potpisao jednogodišnji ugovor s TSV 1860 Münchenom. Klub iz Münchena je Oliću peti njemački klub u karijeri. Na otvaranju 2. Bundeslige je Ola debitirao za 1860 München u porazu protiv Greuther Fürtha. Protiv istog kluba je Olić u siječnju 2017. upisao pogodak te asistenciju za pobjedu u Allianz Areni.

## Reprezentativna karijera
U Hrvatskoj reperezentaciji igra od 2002. godine i također bilježi uspješne nastupe, od kojih svakako treba izdvojiti onaj protiv Italije na Svjetskom prvenstvu 2002. te protiv Engleske na Wembleyu gdje je postigao pogodak i od većine medija proglašen igračem utakmice. Protiv Italije 16. studenog 2014. je odigrao svoju stotu utakmicu u reprezentaciji. Dne 2. ožujka 2016. oprostio se od reprezentacije. Godine 2017. imenovan je pomoćnikom izbornika hrvatske nogometne reprezentacije.

## Trenerska karijera
U listopadu 2017. hrvatski izbornik Zlatko Dalić imenovao ga je svojim pomoćnikom u hrvatskoj nogometnoj reprezentaciji, s kojom je osvojio srebrnu medalju - titulu svjetskog doprvaka na Svjetskom prvenstvu u Rusiji 2018. godine. Dana 23. ožujka 2021. postaje prvi trener ruskog nogometnog kluba CSKA Moskva.

## Nagrade i priznanja

### Individualna
- Hrvatska nogometna nada godine: 2001.
- Slobodna Dalmacija, Najbolji nogometaš HNL: 2002.
- Najbolji strijelac 1. HNL: 2001./02. (21 pogodak), 2002./03. (16 pogodaka).
- Žuta majica Sportskih novosti: 2002., 2003.
- "Večernji list", Nogometaš godine: 2009., 2010.[5]
- Po sudu nogometnog internet-portala Goal.com, Ivica Olić i Claudio Pizarro bili su uvjerljivo najbolji pojedinci u utakmici poluzavršnice Kupa Uefe 2009.[6]
- Svjetsko prvenstvo Rusija 2018. - srebrna medalja kao trener
- Svjetsko prvenstvo Katar 2022. - brončana medalja kao trener
- Red Danice hrvatske s likom Franje Bučara – Predsjednica Republike Hrvatske Kolinda Grabar-Kitarović u studenom 2018. primila je i odlikovala reprezentativce i članove stožera i logistike reprezentacije: "za izniman, povijesni uspjeh hrvatske nogometne reprezentacije, osvjedočenu srčanost i požrtvovnost kojima je vratio vjeru u uspjeh, optimizam i pobjednički duh i ispunio ponosom sve hrvatske navijače diljem svijeta, za isticanje najvrednijih profesionalnih i humanih kvaliteta, iskazano zajedništvo i domoljubni ponos u promociji sporta i međunarodnog ugleda Republike Hrvatske, te osvajanju srebrne medalje na 21. Svjetskom nogometnom prvenstvu u Ruskoj Federaciji".[7]
- Povelja Republike Hrvatske - Dana 26. svibnja 2024. predsjednik Republike Hrvatske Zoran Milanović primio je i odlikovao igrače i članove stručnog stožera hrvatske nogometne reprezentacije te članove delegacije HNS-a koji su pridonijeli osvajanju brončane medalje na Svjetskom prvenstvu u Kataru 2022.: "Za izniman uspjeh hrvatske nogometne reprezentacije, doprinos sportu i međunarodnom ugledu Republike Hrvatske te osvajanju 3. mjesta na 22. Svjetskom nogometnom prvenstvu u Državi Katru" [8][9]

### Klupska
NK Zagreb
- Prvak Hrvatske (1): 2001./02.

Dinamo Zagreb
- Prvak Hrvatske (1): 2002./03.

CSKA Moskva
- Prvak Rusije (3): 2003., 2005., 2006.
- Ruski nogometni kup (2): 2005., 2006.
- Ruski nogometni superkup (2): 2004., 2006.
- UEFA kup (1): 2005.

FC Bayern München
- Njemačka nogometna Bundesliga (1): 2009./10.
- DFB-Pokal (1): 2010.
- DFB-superkup (1): 2010.

## Zanimljivosti
- Olić je 3. rujna 2006. godine bio suspendiran iz reprezentacije zbog noćnog provoda u disko klubu za vrijeme priprema uoči kvalifikacijske utakmice s Rusijom. Zajedno s Balabanom i Srnom kažnjen je s 30.000 kn.
- Strijelac je prvog i jedinog hattricka u dosadašnjoj povijesti HSV-a.
- Iako kao igrač posjeduje osobine koje izražavaju agresivnost u igri nije igrač koji je agresivan prema suparničkim igračima niti je incidentan ali je u siječnju 2009. na prijateljskoj utakmici između HSV-a i Hoffenheima udario Carlosa Eduarda[10] igrača suparničke momčadi. Carlos Eduardo, igrač koji je inače poznat po grubosti, Olića je prije incidenta više puta grubo zaustavio uz razvidan prekršaj, ali je sudac propustio kazniti Carlosa Eduarda zbog toga što se radilo o prijateljskoj utakmici. Nakon što je još jednom nepropisno zaustavljen "laktarenjem" Olić je izgubio živce i više puta rukom udario Carlosa Eduarda nakon čega mu je sudac dodijelio crveni karton. Olić je nakon ovog incidenta dobio potporu svog trenera i suigrača kojima je bilo očito kako je isprovociran do krajnje granice tolerancije.
- Ivica je reprezentativac koji drži rekord po broju izmjena, 31 put je zamijenjen (najviše od svih (2. je Milan Rapaić s 29 izlazaka iz igre) a 27 puta je ušao u igru (drugo mjesto iza Jerka Leke s 40 ulazaka u igru).
- Također je zanimljivo i to što je Olić bio najbrži igrač na europskom prvenstvu 2008. godine u Austriji i Švicarskoj, s prosječnom brzinom od 32 km/h.
- Olićev nećak Justin Olic velika je nada kanadskog bejzbola. Pozvan je nastupiti u hrvatsku reprezentaciju.[11]

## Vanjske poveznice
- Razgovor s Ivicom Olićem, serijal (Ne)uspjeh prvaka s Mariom Stanićem, 11. 12. 2023. (YouTube)